# Iza (Navarre)
Pour les articles homonymes, voir Iza.
Iza (Itza en basque)  est une municipalité de la communauté forale de Navarre, dans le Nord de l'Espagne, située à 10 km de la capitale Pampelune.
Elle est située dans la zone linguistique mixte de la province.

## Géographie

### Communes limitrophes
|                        | Imotz          |                                          |
| Ollo, Arakil, Irurtzun | Iza            | Juslapeña, Berrioplano, Orkoien, Arazuri |
|                        | Cendea de Olza |                                          |

### Localités de la commune
La commune d'Iza est composée de 13 concejos :
- Aguinaga
- Aldaba
- Ariz
- Atondo
- Cía
- Erice de Iza (village où est située la mairie)
- Gulina
- Iza
- Larumbe
- Lete
- Ochovi
- Sarasa
- Sarasate

et de 3 localités :
- Aldaz
- Ordériz
- Zuasti

## Démographie
| Évolution démographique                             | Évolution démographique | Évolution démographique | Évolution démographique | Évolution démographique | Évolution démographique | Évolution démographique | Évolution démographique | Évolution démographique | Évolution démographique | Évolution démographique |
| 1996                                                | 1998                    | 1999                    | 2000                    | 2001                    | 2002                    | 2003                    | 2004                    | 2005                    | 2006                    | 2007                    |
| --------------------------------------------------- | ----------------------- | ----------------------- | ----------------------- | ----------------------- | ----------------------- | ----------------------- | ----------------------- | ----------------------- | ----------------------- | ----------------------- |
| 660                                                 | 632                     | 667                     | 728                     | 694                     | 771                     | 786                     | 754                     | 839                     | 843                     | 905                     |
| Sources: Iza et instituto de estadística de navarra |                         |                         |                         |                         |                         |                         |                         |                         |                         |                         |

## Patrimoine
- Palais de la Seigneurie de Zuasti, du XVIe siècle, restauré récemment et ayant actuellement une cafétéria, un restaurant et un local pour les membres du club de sport de cette seigneurie.

### Sources
- (es) Cet article est partiellement ou en totalité issu de l’article de Wikipédia en espagnol intitulé « Iza (Navarra) » (voir la liste des auteurs).